# 30 septembre 1948
Le jeudi 30 septembre 1948 est le 274e jour de l'année 1948.

## Naissances
- Herbie Blash, directeur de course de F1.
- Gérard Buchheit, athlète français.
- Martine Faure, personnalité politique française.
- Shakti Gawain (morte le 11 novembre 2018), écrivain américaine.
- Alain Goutal, auteur de bande dessinée français.
- Jacqueline Lazard, personnalité politique française.
- Jorge Luis Ochoa Vásquez, narcotrafiquant colombien.
- Charles Oman, économiste américain.
- Raúl Reyes (mort le 1er mars 2008), syndicaliste et guérillero colombien.

## Décès
- Thomas Armat (né le 25 octobre 1866), inventeur américain.
- André-Charles Coppier (né le 17 novembre 1866), peintre, graveur, médailliste, écrivain et critique d'art français.
- Vassili Katchalov (né le 11 février 1875), acteur du théâtre d'Art de Moscou.
- Edith Roosevelt (née le 6 août 1861), personnalité politique américaine.
- Gustave Roussy (né le 24 novembre 1874), neurologue et cancérologue français d'origine suisse.
- Ernest Wilczek (né le 12 février 1867), botaniste suisse.

## Événements
- Découverte des astéroïdes (1576) Fabiola et (1579) Herrick.